# خوان کارلوس ارچه
خوان کارلوس ارچه (انگلیسی: Juan Carlos Arteche; ۱۱ آوریل ۱۹۵۷ – ۱۳ اکتبر ۲۰۱۰) بازیکن فوتبال اهل اسپانیا بود.
از باشگاه‌هایی که در آن بازی کرده‌است می‌توان به باشگاه فوتبال راسینگ سانتاندر و باشگاه فوتبال اتلتیکو مادرید اشاره کرد.
وی همچنین در تیم‌های ملی فوتبال زیر ۲۳ سال اسپانیا و اسپانیا بازی کرده‌است.